# Церковь Святого Иакова (Штральзунд)

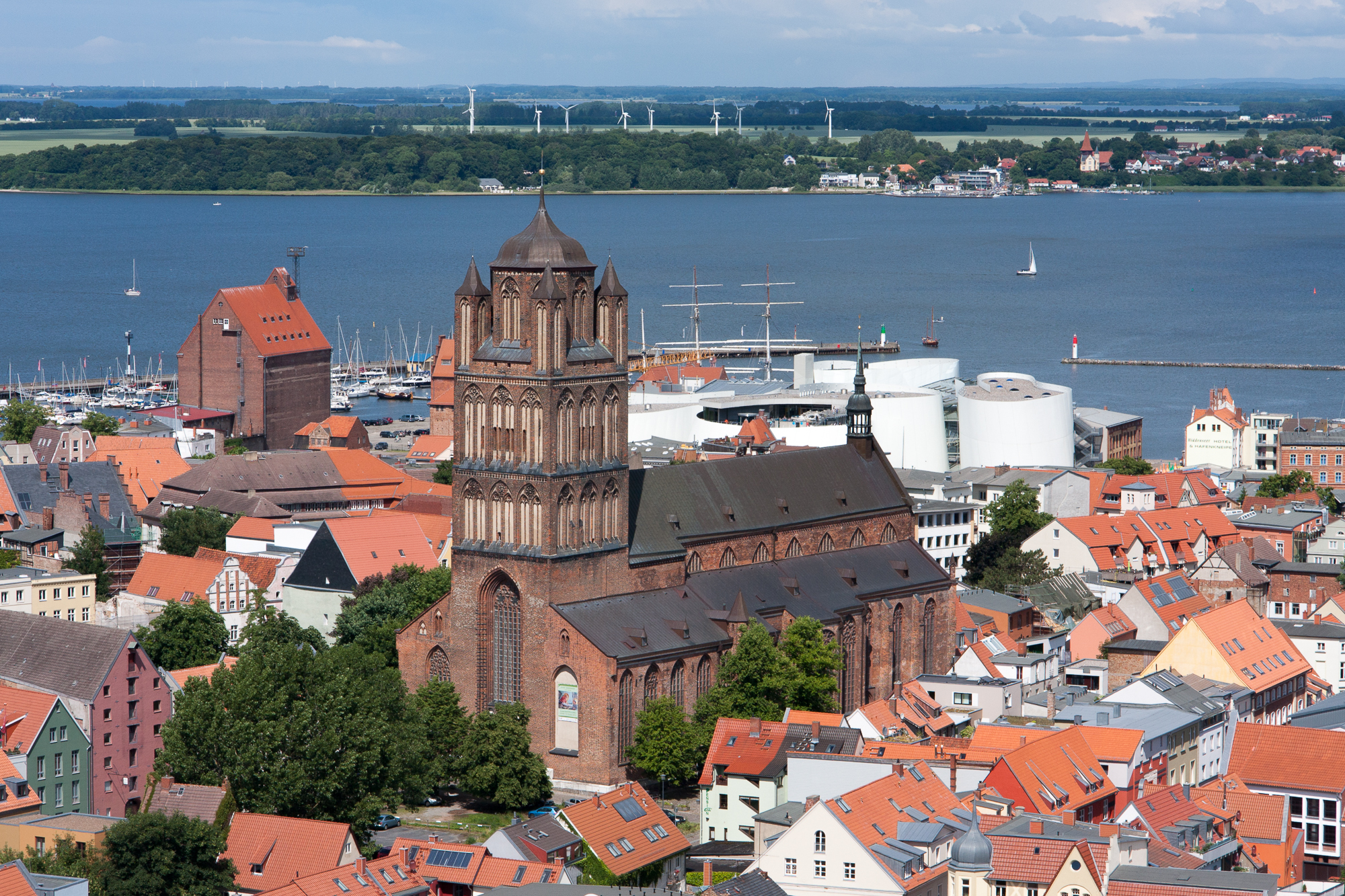
Церковь Святого Иакова

Церковь Святого Иакова (Якобикирхе, нем. St.-Jakobi-Kirche) — церковь в Штральзунде, одна из достопримечательностей города, образец кирпичной готики.
Время возведения церкви неизвестно, первое упоминание относится в 1303 году. Вероятно, в это время здание ещё строилось и было открыто к 1321 году. Наиболее ранние из найденных могильных плит датируются 1331 и 1333 гг. С 1340 года церковь расширялась, о чём свидетельствуют записи о пожертвовании брёвен и кирпича. К 1390 году в нефе была построена часовня.
Несколько раз церковь Святого Иакова подвергалась разрушениям, в том числе бомбардировками во время Второй мировой войны.
Современное здание имеет длину 72,3 м, ширину 25,1 м. Высота центрального нефа составляет 24,60 м, башни — 57 м. Высота церкви со шпилем — 68 м.